# Adolf Lasson
Adolf Lasson (Strelitz, 1832. március 12. – Berlin, 1917. december 19.) német filozófus, egyetemi tanár.

## Élete
Zsidó családból származott, eredeti neve Ahron Lazarusson volt. 1848 és 1852 közt filológiát és jogot tanult a Humboldt Egyetemen. 1853-ban kikeresztelkedett, 1859-től Berlinben volt középiskolai tanár. Doktori fokozatát 1861-ben szerezte a Lipcsei Egyetemen. 1874-től irodalmat és esztétikát tanított a Viktória-líceumban, 1877-től pedig a Humboldt Egyetemen oktatott filozófiát, magántanári minőségben. Fia a neves protestáns teológus Georg Lasson (1862 – 1932) volt. Filozófiai írásaiban Hegel tanításait követte, de hatással voltak rá többek közt kora új tudományos nézetei is. Nem volt pacifista, Das Kulturideal und der Krieg című művében így fogalmaz:

„Békében könnyen felmerül az az illúzió, hogy az állam az egyén jóléte és kényelme érdekében létezik. [...]. A háborúban álló állam állampolgárai céljai eléréséhez állampolgárai minden vagyonát igénybe veszi, sőt még többet követel: teljes létezésük átadását követeli meg. [...] A békés állam nem valódi állam; csak a háború rejti annak valódi, teljes jelentését.”

## Munkái
- Johann Gottlieb Fichte im Verhältnis zu Kirche und Staat. Berlin, 1863
- Das Kulturideal und der Krieg. Berlin, 1868
- Prinzip und Zukunft des Völkerrechts. Berlin, 1871
- Meister Eckhart der Mystiker. Berlin, 1878
- System der Rechtsphilosophie. Berlin, 1881
- Die Entwickelung des religiösen Bewusstseins der Menschheit nach E. v. Hartmann. 1883
- Zeitliches und Zeitloses. 1890
- Sint ut sunt. Für das alte Gymnasium wider die Neuerer. Fünf Thesen. Walther & Apolant, Berlin, 1890
- Das unendlich Kleine im wirthschaftlichen Leben. Vortrag. 1891
- Lotterie und Volkswirtschaft. 1894
- Das Gedächtnis. 1894
- Handelsinteressen und Grundbesitzinteressen. 1896
- Der Leib. 1898
- (mint fordító)Aristoteles: Nikomachische Ethik. Ins Deutsche übertragen von Adolf Lasson. Jena, 1909

## Fordítás
- Ez a szócikk részben vagy egészben  az   Adolf Lasson című német Wikipédia-szócikk ezen változatának fordításán alapul.  Az eredeti cikk szerkesztőit annak laptörténete sorolja fel. Ez a jelzés csupán a megfogalmazás eredetét és a szerzői jogokat jelzi, nem szolgál a cikkben szereplő információk forrásmegjelöléseként.